# Blachownia (zlikwidowana stacja kolejowa)
Blachownia − zlikwidowana stacja w Blachowni, w województwie śląskim, na końcu odgałęzienia od linii Częstochowa I - Herby Ruskie.
Stacja została uruchomiona razem z oddaniem do użytku 11 sierpnia 1903 roku całej linii kolejowej oraz odgałęzienia, które rozpoczynało się przy przystanku Ostrowy, który dziś nosi nazwę Blachownia. Odgałęzienie prowadziło do Huty Blachownia i było zaopatrzone w dworzec, który obecnie pełni funkcję Urzędu Stanu Cywilnego i zasadniczo w swoim wyglądzie nie uległ zmianie.
Tory rozebrano w 2003 roku, po likwidacji zakładów EMA Blachownia.